# Annona paludosa
Annona paludosa är en kirimojaväxtart som beskrevs av Jean Baptiste Christophe Fusée Aublet. Annona paludosa ingår i släktet annonor, och familjen kirimojaväxter. Inga underarter finns listade i Catalogue of Life.